# Arch Enemy
Arch Enemy švedski je melodični death metal sastav iz Halmstada, osnovan 1996. godine. Do sada su objavili deset studijskih albuma, tri albuma uživo, dvije kompilacije te tri DVD-a i tri EP-a.

## O sastavu
Sastav je osnovan 1996., nakon što je Michael Amott napustio Carcass. Već iste godine su objavili i svoj prvi studijski album. S Liivom su snimili još dva albuma do 2000. godine, kada ga je Amott zamolio da napusti sastav jer je želio "dinamičnijeg frontmena". Zamijenila ga je Njemica Angela Gossow, s kojom su dosad snimili šest studijskih albuma, zasada posljednji Khaos Legions 2011. godine. Arch Enemy su između ostalih, na turnejama nastupali sa sastavima Machine Head, DevilDriver, Megadeth, Judas Priest, Slayer i Children of Bodom. U ožujku 2014., Angela Gossow je objavila da napušta sastav te se posvećuje njegovom menadžmentu, a nova pjevačica postaje Allisa White-Gluz iz kanadskog sastava The Agonist.

## Članovi sastava
Trenutačna postava
- Alissa White-Gluz − vokali (2014.-danas)
- Michael Amott − vodeća i ritam gitara, prateći vokali (1996.-danas)
- Sharlee D'Angelo − bas-gitara (1999.-danas)
- Daniel Erlandsson − bubnjevi (1996., 1998.-danas)
- Jeff Loomis - gitara, klavijature, prateći vokali (2014.-danas)

Bivši članovi
- Johan Liiva − vokali (1996. – 2000.)
- Martin Bengtsson –  bas-gitara (1997.−1998.)
- Peter Wildoer – bubnjevi (1997.)
- Fredrik Åkesson − ritam gitara (2005.−2007.)
- Christopher Amott − vodeća i ritam gitara (1996. – 2005., 2007. – 2011.)
- Angela Gossow − vokali (2001. – 2014.)
- Nick Cordle - gitara (2012. – 2014.)

## Diskografija
Studijski albumi
- Black Earth (1996.)
- Stigmata (1998.)
- Burning Bridges (1999.)
- Wages of Sin (2001.)
- Anthems of Rebellion (2003.)
- Doomsday Machine (2005.)
- Rise of the Tyrant (2007.)
- Khaos Legions (2011.)
- War Eternal (2014.)
- Will to Power (2017.)
- Deceivers (2022.)

Kompilacije
- The Root of All Evil (2009.)

## Vanjske poveznice
- Službena stranica